# Leptochilus (djur)
Leptochilus är ett släkte av steklar. Leptochilus ingår i familjen Eumenidae.

## Dottertaxa tillLeptochilus, i alfabetisk ordning[1]
- Leptochilus acapulcoensis
- Leptochilus acolhuus
- Leptochilus admimulus
- Leptochilus aegineticus
- Leptochilus alborufulus
- Leptochilus alpestris
- Leptochilus alterego
- Leptochilus ambiguus
- Leptochilus ambitiosus
- Leptochilus amos
- Leptochilus andalusicus
- Leptochilus anthracinus
- Leptochilus arabicus
- Leptochilus argentifrons
- Leptochilus aridulus
- Leptochilus aterrimus
- Leptochilus atlanticus
- Leptochilus atriceps
- Leptochilus atroscutellatus
- Leptochilus autumnus
- Leptochilus avidus
- Leptochilus ayunensis
- Leptochilus beaumonti
- Leptochilus bellulus
- Leptochilus bellus
- Leptochilus biangulatus
- Leptochilus boharti
- Leptochilus brachialis
- Leptochilus brussiloffi
- Leptochilus bulsamensis
- Leptochilus bytinskii
- Leptochilus cacaloa
- Leptochilus californicus
- Leptochilus callidus
- Leptochilus camurus
- Leptochilus castilianus
- Leptochilus chichimecus
- Leptochilus chinenesis
- Leptochilus chinensis
- Leptochilus chiricahua
- Leptochilus chorezmicus
- Leptochilus conjunctus
- Leptochilus covexus
- Leptochilus crassiceps
- Leptochilus crassipunctatus
- Leptochilus crocatus
- Leptochilus cruentatus
- Leptochilus desertus
- Leptochilus discedens
- Leptochilus dolius
- Leptochilus duplicatus
- Leptochilus eatoni
- Leptochilus ebmeri
- Leptochilus eburneopictus
- Leptochilus electus
- Leptochilus ellenae
- Leptochilus elongatus
- Leptochilus emirufulus
- Leptochilus ergenicus
- Leptochilus errabundus
- Leptochilus erubescens
- Leptochilus euleptochiloides
- Leptochilus exornatus
- Leptochilus fallax
- Leptochilus ferrugineus
- Leptochilus festae
- Leptochilus flavicornis
- Leptochilus flegias
- Leptochilus flexilis
- Leptochilus fortunatus
- Leptochilus frenchi
- Leptochilus fuscipes
- Leptochilus gemma
- Leptochilus gemmeus
- Leptochilus genalis
- Leptochilus gibberus
- Leptochilus gobicus
- Leptochilus guichardi
- Leptochilus gusenleitneri
- Leptochilus habyrganus
- Leptochilus hermon
- Leptochilus hesperius
- Leptochilus hethiticus
- Leptochilus hina
- Leptochilus humerus
- Leptochilus ibizanus
- Leptochilus immodestus
- Leptochilus incertus
- Leptochilus inflatipes
- Leptochilus innatus
- Leptochilus insitivus
- Leptochilus insolitus
- Leptochilus irwini
- Leptochilus isthmus
- Leptochilus jaxarticus
- Leptochilus jordaneus
- Leptochilus josephi
- Leptochilus kemali
- Leptochilus kostylevi
- Leptochilus kozlovi
- Leptochilus krombeini
- Leptochilus kurnubensis
- Leptochilus labrosus
- Leptochilus lemniscatus
- Leptochilus levinodus
- Leptochilus limbiferoides
- Leptochilus limbiferus
- Leptochilus linsenmaieri
- Leptochilus locuples
- Leptochilus longipalpus
- Leptochilus longipilis
- Leptochilus lorestanicus
- Leptochilus lucidus
- Leptochilus lusitanicus
- Leptochilus maracandicus
- Leptochilus marshi
- Leptochilus masiharensis
- Leptochilus mauritanicus
- Leptochilus medanae
- Leptochilus membranaceus
- Leptochilus menkei
- Leptochilus mesolobus
- Leptochilus metatarsalis
- Leptochilus michelbacheri
- Leptochilus milleri
- Leptochilus mimulus
- Leptochilus minutissimus
- Leptochilus mirandus
- Leptochilus mixtecus
- Leptochilus mochianus
- Leptochilus modestus
- Leptochilus monticolus
- Leptochilus montivagus
- Leptochilus moustiersensis
- Leptochilus muscatensis
- Leptochilus nabataeus
- Leptochilus nahuus
- Leptochilus neutraliformis
- Leptochilus neutralis
- Leptochilus nigrocitrinus
- Leptochilus nigroclypeus
- Leptochilus nigromontanus
- Leptochilus nugdunensis
- Leptochilus occidentalis
- Leptochilus occultus
- Leptochilus oculatus
- Leptochilus olmecus
- Leptochilus oraniensis
- Leptochilus ornatulus
- Leptochilus ornatus
- Leptochilus osiris
- Leptochilus osmanicus
- Leptochilus oxianus
- Leptochilus pachuca
- Leptochilus paiute
- Leptochilus palandokenicus
- Leptochilus perialis
- Leptochilus perterricus
- Leptochilus perterritus
- Leptochilus petilus
- Leptochilus praestans
- Leptochilus propodealis
- Leptochilus pseudojosephi
- Leptochilus pulcher
- Leptochilus quintus
- Leptochilus quirogae
- Leptochilus radoschowskii
- Leptochilus ratzenboecki
- Leptochilus regulus
- Leptochilus replenus
- Leptochilus ressli
- Leptochilus rivalis
- Leptochilus rubellulus
- Leptochilus rubicundulus
- Leptochilus rufina
- Leptochilus rufinodus
- Leptochilus salomon
- Leptochilus sarticus
- Leptochilus schatzmayri
- Leptochilus schindleri
- Leptochilus sewerzowi
- Leptochilus signatus
- Leptochilus somalicus
- Leptochilus sonorae
- Leptochilus speciosus
- Leptochilus stangei
- Leptochilus subtarsatellus
- Leptochilus tarsatellus
- Leptochilus tarsatiformis
- Leptochilus tarsatus
- Leptochilus tassiliensis
- Leptochilus tertius
- Leptochilus tibetanus
- Leptochilus torretassoi
- Leptochilus tosquineti
- Leptochilus trachysomus
- Leptochilus tropicanus
- Leptochilus tussaci
- Leptochilus washo
- Leptochilus weddigeni
- Leptochilus villosus
- Leptochilus zacatecus
- Leptochilus zendalus